# عیش‌آباد (یزد)
عیش‌آباد (یزد)، روستایی از توابع بخش مرکزی شهرستان یزد در استان یزد ایران است.
که محل زندگی بومیان این منطقه است

## جمعیت
این روستا در دهستان فجر قرار دارد و براساس سرشماری مرکز آمار ایران در سال ۱۳۸۵، جمعیت آن ۵٬۱۴۴ نفر (۱٬۳۲۶خانوار) بوده‌است.